# Branko Pešić (Politiker)

Der Bürgermeister Branko Pešić zusammen mit dem Architekten Branko Pešić im Planungsbüro des Architekten

Die beiden miteinander nicht verwandten Branko Pešićs der 1960er und 1970er Jahre in Belgrad. Der Bürgermeister Pešić in der Mitte besucht den Architekten Pešić auf der Baustelle der Beograđanka

Branko Pešić (* 1. Oktober 1922 in Zemun; † 4. Februar 1986 ebenda) war Teilnehmer des Volksbefreiungskampfes Jugoslawiens im Zweiten Weltkrieg und politischer Funktionär der Sozialistischen Republik Serbien. Von 1965 bis 1974 übte er das Amt des Vorsitzenden im Stadtparlament Belgrads aus, von 1982 bis 1984 war er Präsident der Nationalversammlung der Sozialistischen Republik Serbiens. Er war seit 1938 Anhänger der Kommunistischen Partei und wurde deshalb aus dem Gymnasium in Zemun verwiesen. 1942 schloss er sich den Partisanen in Syrmien an und wechselte dann nach Bosnien und Herzegowina. 1943 nahm er an den Kämpfen in der Schlacht an der Sutjeska teil. 1943 bei der Befreiung Bijelinas schwer verwundet, widmete er sich nach der Genesung politischen Aufgaben in der KPJ sowie als aktiver Boxer dem Ausbau der Sportinfrastruktur in Belgrad. In zwei Perioden Präsident der jugoslawischen Fußballbundes war er 1954 auch Trainer der Jugoslawischen Fußballnationalmannschaft. In seiner Zeit als Bürgermeister lernte er den jungen Kaderkommunisten Slobodan Milošević kennen, der die Position als Chef seines Kabinettes im Stadtrat ausübte.
Pešić hat als Bürgermeister Belgrads die Stadt in einem Jahrzehnt zur Metropole geformt, in dessen Zeit ein ambitioniertes Stadterneuerungsprogramm, das noch 50 Jahre nach dessen Annahme in einzelnen Verkehrs- und Infrastrukturmaßnahmen auch im 21. Jahrhundert etappenweise umgesetzt wird.
Pešić war in seiner Zeit in Serbien gleich nach Tito der beliebteste Politiker. Diesem Umstand verdankte er neben seiner charismatischen Ausstrahlung, der Volksnähe und dem einfachen Lebensstil, den er zeit seines Lebens beibehielt, sowie den Erfolgen, die er bei der Umsetzung der Strukturprojekte in Belgrad während seiner beiden Legislaturperioden verzeichnen konnte.

## Leben
Pešić stammt aus einer alteingestammten Familie in Zemun. Er war Sohn der Bauern Anka (1897–1984) und Dimitrije (1900–1978), die in der Zwischenkriegszeit ein Café betrieben. Branko hatte einen älteren Bruder Lazar (1921–1944), der in den Kämpfen in Syrmien an der Syrmischen Front im Dezember 1944 verstarb. Branko besuchte die Grundschule in Gornja Varoš bis 1933. Bis 1938 war er am Gymnasium in Zemun, wo er sich der revolutionären Jugendbewegung anschloss. Er wurde Mitglied im damals verbotenen SOKOJ und wurde daraufhin im September 1939 vom Gymnasium ausgeschlossen. Er bekam ein Verbot, sich auf dem Gebiet Belgrads in eine andere Schule einzuschreiben und ging daher in die Gymnasien Ruma und Sremska Mitrovica. Seinen Wunsch, sich in die Juristische Fakultät in Belgrad einzuschreiben, verhinderte der Krieg im April 1941.
Zemun wurde nach der deutschen Okkupation erst von einheimischen Zemuner Deutschen, sogenannten Volksdeutschen, ab Oktober von der Faschistischen NDH als Bestandteil Kroatiens verwaltet. Er nahm von Anfang an der Widerstandsbewegung teil, am 25. Mai 1942 wurde er in die KP Jugoslawien aufgenommen. Nach einer Razzia in der Parteiorganisation im August 1942 tauchte er unter und verließ Zemun. Er schloss sich den Partisanen in den befreiten Territorien in der Fruška Gora an. Nach Kämpfen durch Offensiven deutscher und kroatischer Faschisten wurden die Partisanenverbände in der Region reorganisiert, im November 1942 musste er ins östliche Bosnien überwechseln. 1943 fand er sich auf der Romanija, Ende März schloss sich seine Brigade dem Hauptstab der Partisanen an, mit der er anderthalb Monate bei den Kämpfen um Foča teilnahm. Seine Brigade hatte die Aufgabe, das Zentrale Feldhospiz der NOVJ (centralna bolnica NOVJ) zu schützen. Während der Schlacht an der Sutjeska nahm seine Brigade am ersten Versuch, den Kessel zu sprengen, teil. Danach nahm die Brigade in den schweren Kämpfen am Vučevo und auf der Zelengora teil. Im Juli 1943 wurde seine Sechste Bosnische Brigade ins östliche Bosnien verlegt, danach wurde er Teil der Ersten Vojvodiner Brigade, die aus Kämpfern aus Syrmien und anderen Regionen der Vojvodina gebildet wurde.

## Politischer Stil

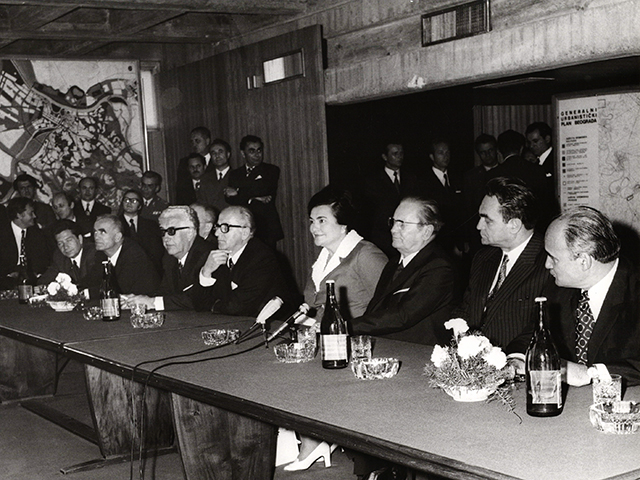
Der Präsentation des neuen Masterplans für Belgrad 1972 wohnte Josip Broz Tito mit Frau Jovanka im Großen Saal im Stadtbauplanungsamt in Belgrad bei. Neben Tito sitzend, Branko Pešić. Am Masterplan hatten 250 Experten, darunter amerikanische Stadt- und Verkehrsplaner, mitgewirkt.

Pešić war überzeugter Kommunist, hielt aber anders als die führenden Politiker der Nomenklatura keinen Abstand zum Volk. Er verblieb Zeit seines Lebens im großväterlichen Haus in Zemun und fuhr im eigenen Wagen zur Arbeit. Seine Mutter verdiente Geld, indem sie Blumen auf dem Markt von Zemun verkaufte, wobei Pešić ihr häufig dabei half. Mit den politischen Kaderführern lag er oft im Streit, da ihm das Geld für die Projekte regelmäßig verweigert wurde und er oft mit listigen Methoden Budget für seine Vorhaben organisieren musste. Dabei stellte er sich bewusst hinter die Projekte seiner Ingenieure und Konstruktoren. Unter anderem wählte er von den beiden Plänen, die für die Autobahnkreuzung Mostar eingereicht wurden, das komplexere Modell mit vier Ebenen von Branislav Jovin, wobei er betonte, dass gleichzeitig für ihn und die Konstruktoren ein Richtplatz hergestellt werden solle, falls es nicht zu finanzieren wäre. Er war bekannt dafür, für die teuersten Infrastrukturprojekte in Belgrad geschickt seinen direkten Draht zu Tito zu nutzen. So konnte er staatliche Institutionen ausspielen, die ihm Geld verweigern konnten, nicht jedoch dem Staatspräsidenten. Beim Bau der sechsspurigen Autobahn durch Belgrad fehlte ihm ein Teilstück auf der Autokommanda, das in Besitz der Armee stand. Diese wollte ihm keinen Landtausch anbieten, sondern wollte Geld, das die Stadt nicht hatte. Daraufhin intervenierte Pešić bei Tito, nachdem er ihn auf einer öffentlichen Veranstaltung ob seiner Förderung der Stadterneuerungsprojekte in höchsten und übertriebenen Tönen lobte. Tito ging hierauf ein und sorgte mit eigenhändiger Intervention dafür, dass die Volksarmee das Territorium, durch das Pešićs Autobahn laufen sollte, zu verlassen habe.
Pešićs ungeheures Talent, im Ausbau der Stadt die knappen Gelder aus Gremien der Bundesinstitutionen auszulösen, hat den Dichter Dušan Radović folgender Maßen im von vielen Persönlichkeiten der Kultur signierten Buch anlässlich Pešićs 50-jährigen Geburtstag charakterisiert:

„Er hat Banken überfallen, Arbeiterorganisationen ausgenommen, hat Fräuleins des Apparats genötigt, stand sich die Beine am Bundesexekutivrat ab, schlich als Taschendieb in öffentlichen Verkehrsmitteln, verstellte seine Identität, fälschte Dokumente, verteilte Blüten aus, betrog wen er konnte, spielte mit gezinkten Karten, und schmierte bei Belieben - nur damit unser Belgrad größer und schöner wird. Es sei ihm gedankt.“

Bekannt ist, dass Pešić bei Tito für eine neue Bahnhofslokalität in Belgrad geworben hatte, indem er, wie er gegenüber Borko Gvozdenović, einem befreundeten Journalisten der Politika gestanden hatte, bei der Besichtigung der neuen sechsspurigen Autobahnbrücke Gazela vorher im darunter liegenden Lokschuppen am Bahnhof Beograd die damals noch dampfgetriebenen Lokomotiven hat heizen lassen. Tito soll beim Anblick des inszenierten Lokomotivdampfs ausgesprochen haben, dass der dortige Bahnhof geschlossen werden sollte, was Pešić willkommener Anlass war, dies als Direktive Titos für den Bau eines neuen Bahnhofs zu nutzen. Diese inszenierte Situation wird daher oft als Beginn des Bahnhofneubaus in Prokop angesehen, für den dann dennoch keine Gelder zur Verfügung waren und der erst nach Pešić gebaut werden konnte.

## Tod
Branko Pešić starb an den Spätfolgen einer Krankheit, die er aufgrund eines Autounfalls auf der Fahrt nach Užice erhalten hatte, als der hinter ihm sitzende Miladin Šakić nach vorne schleuderte und Pešić mit der Stirn hart am Kopf traf.

## Nachlass
Der Nachlass Pešić ist Bestandteil der öffentlichen Nachlasssammlung Adligats. Ausgestellt sind u. a. sein Arbeitszimmer, Urkunden der englischen Königin Elizabeth II. anlässlich ihres Belgrader Besuches, Widmungen der Astronauten der Apollo-Missionen 11 und 15, sowie zahlreiche private Utensilien.